# Bendes Tibor (labdarúgó, 1938)
Bendes Tibor (Budapest, 1938. május 13. – 2017. szeptember 14.) labdarúgóhátvéd. Fia ifjabb Bendes Tibor szintén labdarúgó volt.

## Pályafutása
1957–1959 között az Újpesti Dózsa labdarúgója volt. Az élvonalban 1958. július 23-án mutatkozott be. 1959–1965 között a Pécsi Dózsa játékosa volt. Az élvonalban összesen 91 mérkőzésen szerepelt.